# حزم لجراف (القطن)
'

تعديل مصدري - تعديل

حزم لجراف هي إحدى قرى عزلة القطن بمديرية القطن التابعة لمحافظة حضرموت، بلغ تعداد سكانها 137 نسمة حسب تعداد اليمن لعام 2004.